# الإسلام في جمهورية باشكيريا

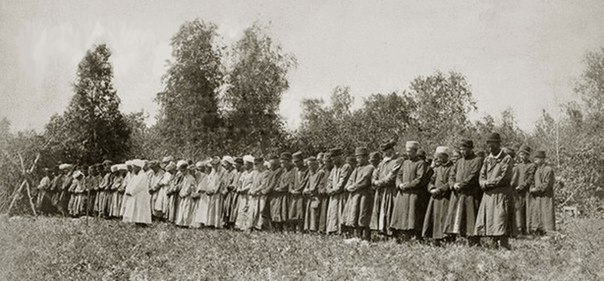
البشكير في صلاة الظهر في محيط قرية مولداكايفو. 1890 تصوير مكسيم دميترييف.

وصل الإسلام إلى بشكيريا (أو بشكرتوستان) مبكراً فلقد وصل الإسلام إلى بلاد الخزر في النصف الأول من القرن الهجري الأول، وذلك بعد فتح مدينة باب الأبواب، وأصبحت ثغراًإسلامياً هاماً، واستمر التوسع في انتشار الدعوة الإسلامية في العصرين الأموي والعباسي، فوصل إلى بلاد الصقالبة في حوض نهر الفالجا، وقد أرسل الخلفاء العباسيون الدعاة إلى هذه المنطقة لتفقيه أهلها في الدين، ووصل إليها ابن فضلان الجغرافي المشهور، وظل الباشكير محافظين على عقيدتهم عندما تعرضوا لغزو المغول، وجند المغول الباشكير في جيوشهم ولكنهم ظلوا على عقيدة الإسلام وهاجر بعضهم إلى العالم العربي، وجند المماليك عدداً منهم، وظل الباشكير على علاقة بالدولة العثمانية.

## الباشكير في عهد روسيا القيصرية
احتل الروس أرض الباشكير في سنة (965 هـ - 1557 م ) في عهد إمبراطور روسيا إيفان الرابع والذي عرف (بإيفان الرهيب ) وحاول الروس زعزعة عقيدة الإيمان في قلوب الباشكير، فقاموا بعدة ثورات في سنة (1187 هـ - 1773 م )، واضطهد المسلمون يصفة عامة والباشكير بصفة خاصة في عهد الإمبراطورة كاترين،، فلقد أصدرت عدة قوانين في سنة (1192 هـ - 1778 م ) لتقيد حرية العبادة، وإرغام السكان على اعتناق المسيحية، ولكن الباشير قاوموا هذا التحدي، ونشطوا في نشر الدعوة الإسلامية بصورة سرية، فأسلمت قبيلة الشيريميس، هذا رغم القوانين التي كانت تعاقب هذا التحول، وهاجر العديد من الباشكير إلى قري الشيريميس لإقامة المساجد ذلك أن القوانين الروسية كانت تحرم على معتنقي الإسلام الجدد بناء المساجد، ولما صدر قانون التدين في روسيا القيصرية في سنة (1323 هـ - 1905 م ) نشط الباشكير في الدعوة الإسلامية علانية. وكانت بلاد الباشكير تضم ألف مسجد وأكثر من ستة مدرسة إسلامية.

## الباشكير في عهد السوفيات
عندما استولى السوفيات على الحكم أعلنوا قيام جمهورية باشكيريا في سنة (1338 هـ - 1919 م )، وهدموا العديد من المساجد، والغيت المدارس الإسلامية، وقاوموا الباشكير هذا التحدي، وأمام مواقفهم الصلبة أصبحت مدينة أوفا مقراً للإدارة الدينية لمسلمي القسم الأوروبي من الاتحاد السوفيتي ومسلمي سيبريا منذ سنة 1943م.

## الصحوة الإسلامية
نتيجة للصحوة الإسلامية التي في الاتحاد السوفياتي في الآونة الأخيرة واتباع حرية الأديان، ظهرت حركة إسلامية نشطة في الإدارة الدينية بسيبريا والقسم الأوروبي، واقيمت عدة مشاريع، منها بناء مجمع مدرسي، بناء مساجد في القري والمدن، بناء مراكز إسلامية، إنشاء مزارع لتربية الدواجن والحيوانات.

## المصدر
- الأقليات المسلمة في آسيا وأستراليا – سيد عبد المجيد بكر.